# Бруни, Юлий Фёдорович
Юлий Фёдорович Бруни (1843—1911) — русский архитектор и акварелист, действительный статский советник, сын живописца Фёдора Бруни.

## Биография
Родился в Риме 12 (24) декабря 1843 года; средний из трёх сыновей исторического живописца профессора Фёдора Бруни. Первоначальное образование получил в Ларинской гимназии. В 1862 окончил с отличием курс в Императорской Академии художеств и удостоился звания классного художника II степени. Еще учеником Академии, он отправился для художественных занятий в Финляндию; также побывал в Берлине в 1865 году. Был назначен 13 июля 1867 года сверхштатным техником строительного отделения Санкт-Петербургского Правления. В обязанности техника входил надзор за правильностью чертежей и качеством строительства, а также безопасностью построек или перестраиваемых зданий.
В том же, 1867 году 10 сентября, был удостоен звания художника I-й степени и утверждён в чине коллежского секретаря. После награждения большой золотой медалью Академии художеств в области архитектуры (1867), зодчий был награждён поездкой за границу, которая должна была продлиться 4 года, но 29 декабря 1868 года Бруни ненадолго вернувшись в Петербург, заболел; в своём письме в Академию художеств, он указал страны, где ему удалось побывать для усовершенствования в искусстве: Северная и Южная Германия, Франция и Италия (в Италии — Милан, где он заготовил эскиз и чертеж Миланского собора, города Ассизи, обмеры церкви в монастыре, а также Рим).
Вернувшись в Россию, несмотря на болезнь, Бруни составил чертежи для исправления домов Г. Романова, Г. Струбинского, а также перестройки и надстройки двух этажей для женской половины школы при Евангелической лютеранской церкви Св. Петра и двух этажей над пастырским флигелем по Большой Конюшенной улице. 8 марта 1868 года он был причислен к Министерству внутренних дел с прикомандированием к Техническо-строительному комитету; 13 марта 1868 года, удостоенный золотой медали архитектор, был уволен в связи с отправлением за границу на 4 года, «для дальнейшего усовершенствования в искусстве» с зачтением этого времени в срок действительной службы.
До 3 ноября 1871 года Бруни состоял сверхштатным архитектором при Попечительном совете заведений Ведомства императрицы Марии. В 1875 году он был причислен к IV Отделению Собственной Его Императорского Величества канцелярии, в Строительный комитет — без жалования, но с правами действительной службы. 6 февраля того же года, был награждён орденом Св. Станислава 3-й степени и представлен к ордену Св. Анны 3-й степени. В 1879 году Юлий Бруни получил чин коллежского асессора, при этом он одновременно служил сверхштатным техником в Министерстве внутренних дел и архитектором Павловского института. Возможно, что повышение в чине в 1879 году, а также награждение орденом Св. Анны 3-й степени в апреле 1878 года, было косвенно связано со строительством усыпальницы для князя Бориса Александровича — рано умершего сына Александра II и княжны Долгоруковой. Никаких архивных документов, или воспоминаний об этом факте не обнаружено. Он был архитектором Санкт-Петербургского дворцового правления. Скорее всего, заказ, исходивший от императора был в достаточной мере секретным, так что не значился среди актов архива Двора Его Императорского Величества, а был частным. Возможно, так же, что заказчиком выступала сама княжна Долгорукова, поскольку в «Историко-статистических сведениях» владелицей Часовни считается именно она.
В 1881 году, 12 апреля, архитектор был награждён орденом Св. Станислава 2-й степени. В 1882 году получил ранг надворный советник; 13 марта 1882 году был определён (по сокращению) на должность архитектора Санкт-Петербургского Коммерческого училища. В 1884 году был награждён орденом Св. Анны 2-й степени.
Юлий Фёдорович Бруни был не только архитектором, но и даровитым акварелистом, работал в области прикладного искусства, мастером планировки и внутренней отделки. Член Императорского общества архитекторов.
Скончался в Петербурге 16 (29) января 1911 года. Погребён на Волковом лютеранском кладбище.
С 9 апреля 1870 года Юлий Федорович Бруни состоял в браке с Марией Александровной Пель. Их сын, Георгий Юльевич, был музыкантом, а внучка Татьяна Георгиевна стала театральным художником.

## Проекты и постройки

### Санкт-Петербург
- Доходный дом Немецкой лютеранской церкви св. Петра (перестройка). Большая Конюшенная улица, 1 (1870; надстроен);
- Особняк Ф. А. Бруни (надстройка). 1-я линия ВО, 38 (1873; надстроен);
- Доходный дом (надстройка и расширение). Набережная Фонтанки, 133 — улица Мясникова, 9 (1873);
- Здание Главного немецкого училища (Петришуле) (перестройка). Невский проспект, 22—24, двор (1876—1877, совместно с А. X. Пелем; перестроено и расширено);
- Особняк Ю. Ф. Бруни (надстройка и расширение). 1-я линия, 6 (1881);
- Доходный дом Г. Ю. Урлауб (надстройка и расширение). 1-я линия, 2 — Румянцевская площадь, 1 — улица Репина, 1, правая часть (1890; расширен);
- Здание Павловского института (капитальный ремонт). Улица Восстания, 8 (1894)[3];
- Доходный дом. Подольская улица, 9 (1901).

### Другие места
- Церковь Николая Чудотворца в деревне Крапивно, Псковская область (1893)[4];
- Санаторий в Халила[5].

### Архивные источники
- ЦГИА СПб. Ф. 256. Оп. 1. Д. 22. Л. 19 об., 20.
- РГИА. Ф. 789. Оп. 6 (1867 г.). Д. 38. Л. 5.
- РГИА. Ф. 789. Оп. 14 (1865 г.). Д. 120. Л. 21.
- РГИА. Ф. 1923. Оп. 76. Д. 120. Л. 17, 18, 19.
- РГИА. Ф. 759. Оп. 40. Д. 988. Л. 8.
- РГИА. Ф. 759. Оп. 80. Д. 87. Л. 165.